# بنفينوتو تشيليني
بنفينوتو سيليني (بالإيطالية: Benvenuto Cellini)‏ نحات ونقاش وكاتب إيطالي، وُلد في فلورنسا في 3 نوفمبر عام 1500. برز بمشغولاته الذهبية المنقوشة والمحفورة، حيث ذاع صيته في مطلع القرن السادس عشر، وتحول إلى واحدًا من أهم وأشهر صانعى المشغولات الذهبية الأكثر أهمية في عصر النهضة الإيطالية. اشتهر بتصميمه لبعض هزازات الملح المصنوعة من الذهب وبها بعض النقوشات لإله البحار نبتون وصنع عملات معدنية منحوتة، ومجوهرات، ومزهريات وزخرفيات رائعة. كانت سيرته الذاتية شاهدًا على العصر الذي عاش به، بالرغم من كونها لا تفقتقر للمكونات الخيالية العجيبة. وتُوفي في إيطاليا في 13 فبراير عام 1571.
لعل أعظم انجاز قدّمه بنفينوتو تشيلليني هو السيرة الشخصية التي كتبها بنفسه والتي تروي الكثير عن عصر النهضة الادبية والفنية في إيطاليا - أو عصر الانبعاث - وما كانت عليه إيطاليا جقاً في القرن السادس عشر. وكان فضلاً عن ذلك نحَّاتاً بارزاً تخصص في صنع التماثيل النصفية من البرونز. وقد درس على النحَّات الأشهر مايكل أنجلو، وأتقن صناعة الصياغة. ومن أفضل أعماله نموذج للصَلْب الموجود اليوم في قصر الإسكوريال في إسبانيا.

## معرض صور

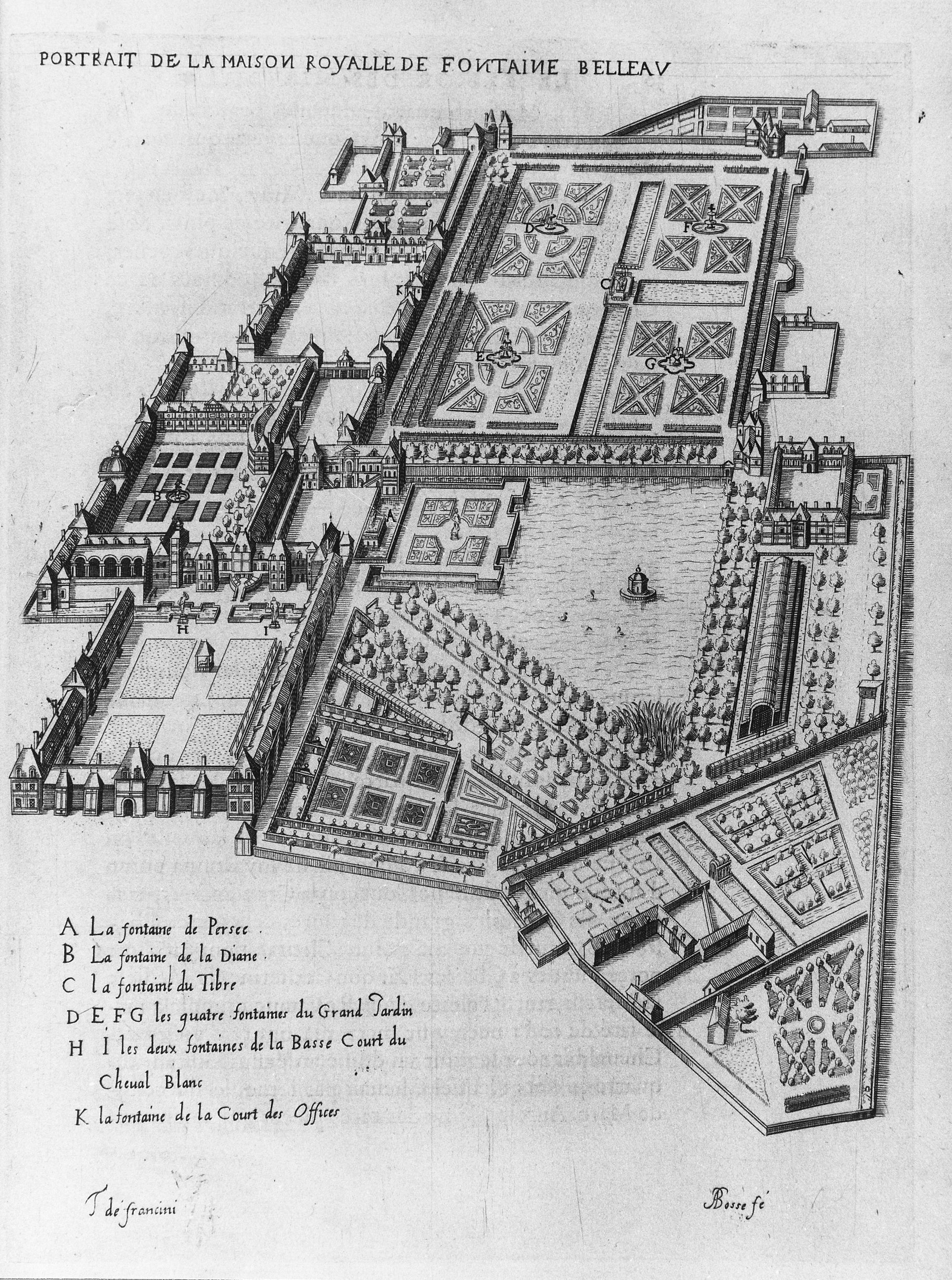
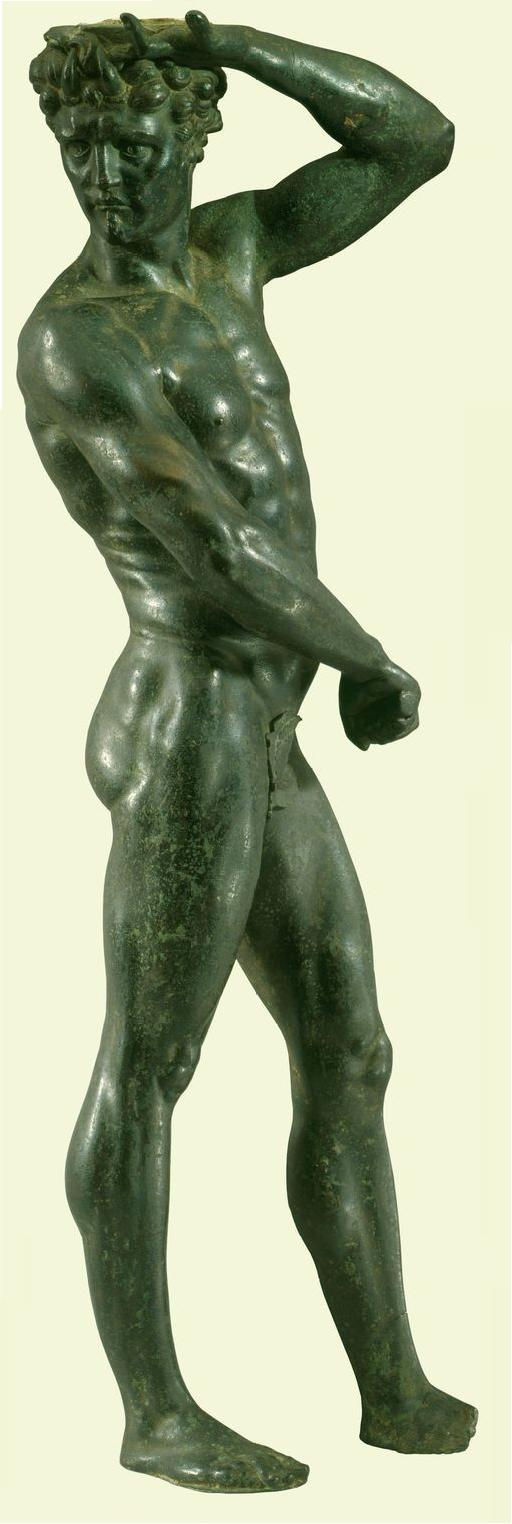
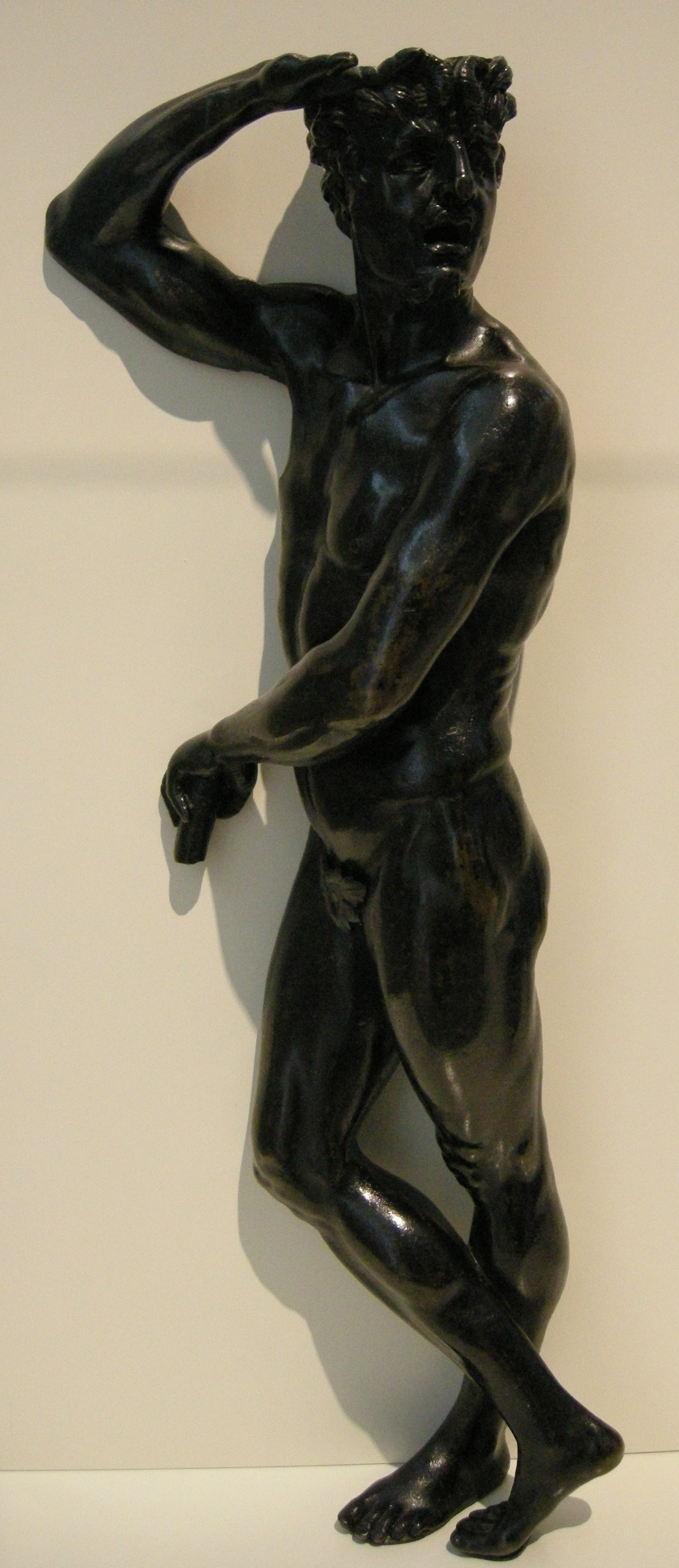
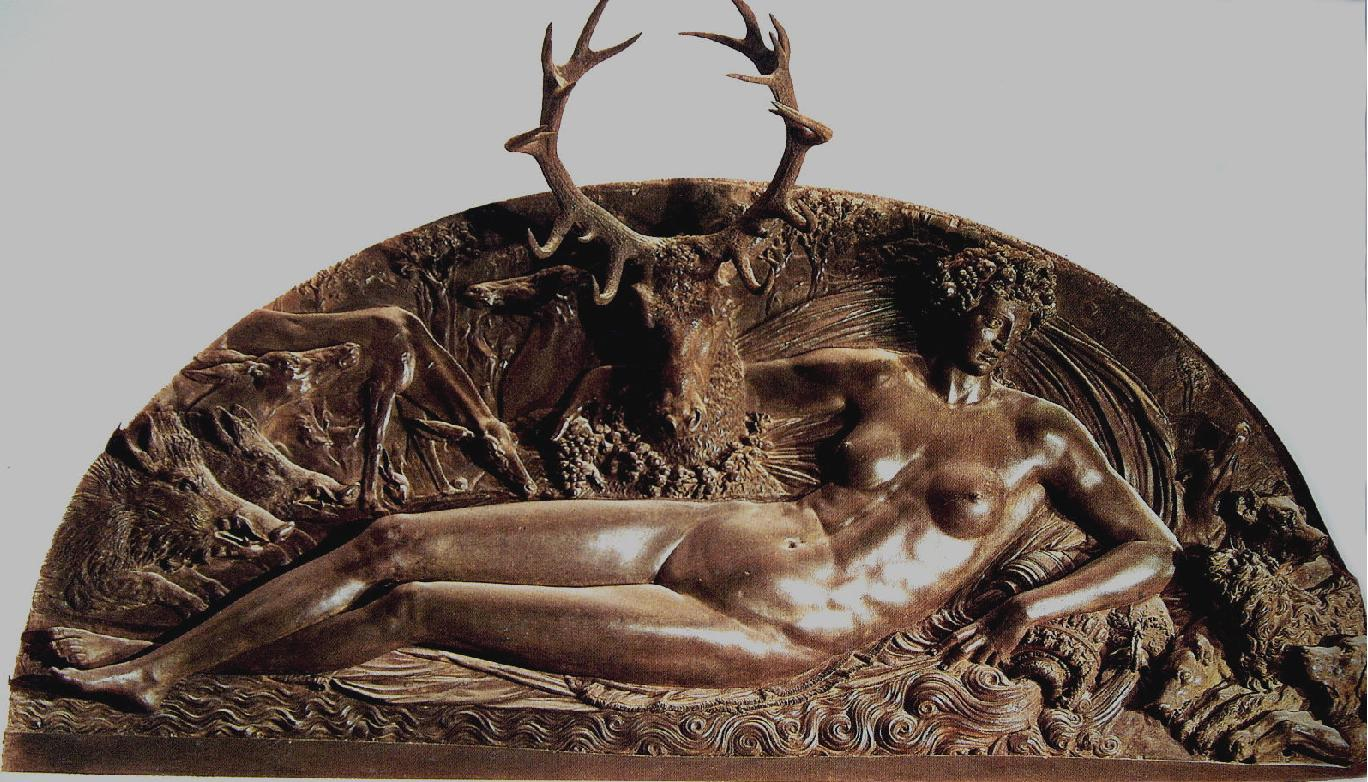

## روابط خارجية
- بنفينوتو تشيليني على موقع IMDb (الإنجليزية)
- بنفينوتو تشيليني على موقع الموسوعة البريطانية (الإنجليزية)
- بنفينوتو تشيليني على موقع إن إن دي بي (الإنجليزية)
- بنفينوتو تشيليني على موقع ديسكوغز (الإنجليزية)